# Église de Saint-Sébastien (Le Granit)
 (août 2021).
Si vous disposez d'ouvrages ou d'articles de référence ou si vous connaissez des sites web de qualité traitant du thème abordé ici, merci de compléter l'article en donnant les références utiles à sa vérifiabilité et en les liant à la section « Notes et références ».
L'église de Saint-Sébastien-de-Frontenac est une église de confession catholique romaine située à Saint-Sébastien (Le Granit) au Québec (Canada). Elle a été construite entre 1887 et 1889. Elle fait partie d'un regroupement d'églises local pour former la paroisse Notre-Dame-Des-Amériques, de l'archidiocèce de Québec.

## Histoire

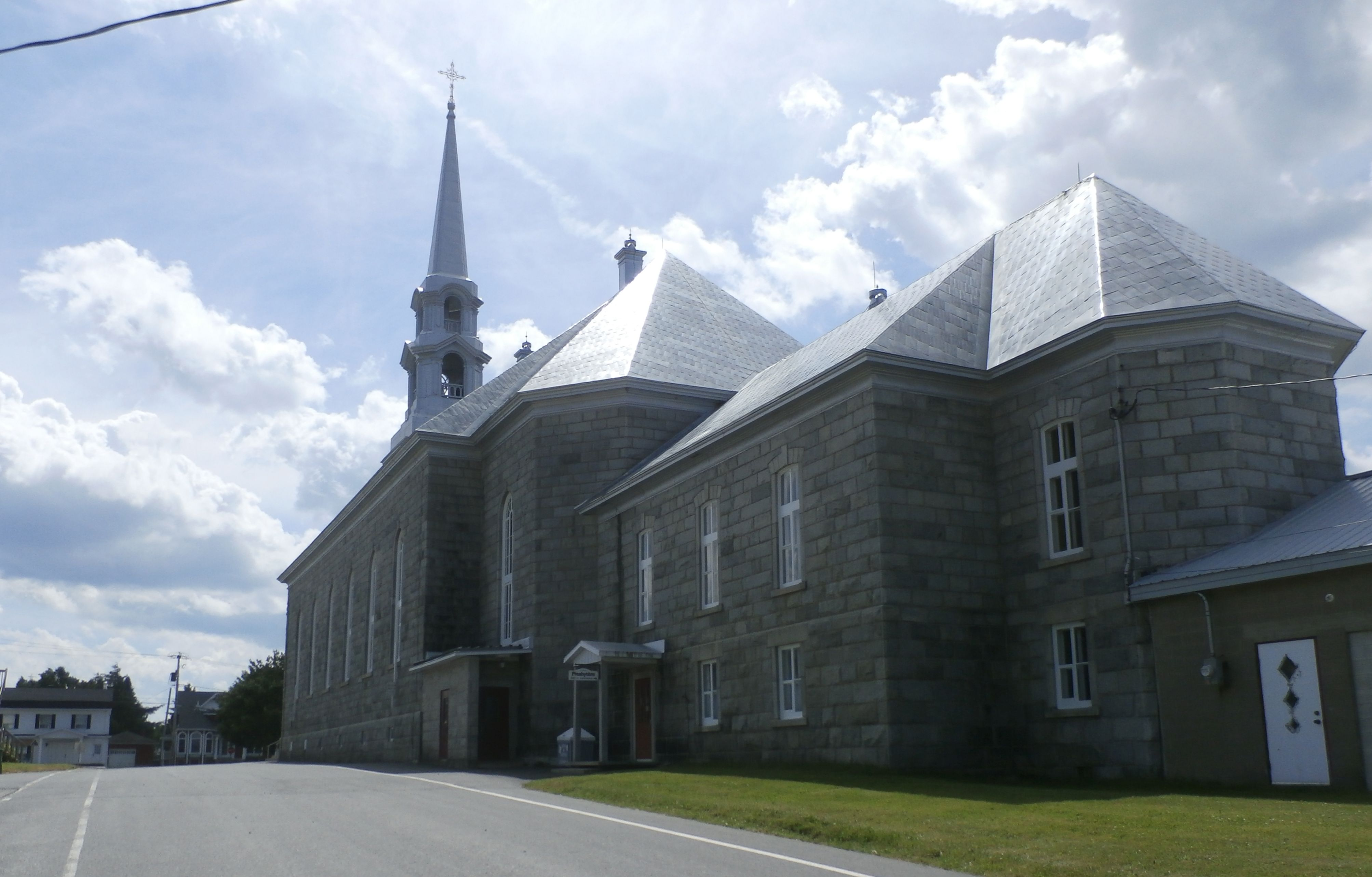
Église de Saint-Sébastien.

La première messe de la future paroisse fut célébrée le 20 janvier 1857, jour de la fête de Saint-Sébastien, par le curé Godbout, dans la maison de Louis Paradis. 
C'est après cette messe que les démarches furent entreprise auprès du diocèse de Québec pour l'érection de l'église. En 1865, on commença à bâtir une première chapelle, de 45 pieds de longueur par 33 pieds de largeur. Les travaux furent sous la direction de Michel Tanguay et Louis Paradis. Elle fut prête le 14 février 1866, et dura jusqu'en 1887. 
En juillet 1887, l'architecte David Ouellet de Québec dressa le plan de l'église actuelle. 
L'entrepreneur choisi pour la construction de l'église fut Augustin Audet, de Saint-Gervais. Son prix demandé fut 15,600,00 $. Il commença les travaux en septembre 1887. M. Augustin Audet décéda en mars 1888, et c'est son fils, Edmond, qui continue les travaux de la construction de l'église et de la sacristie. 
Elle fut prête le 14 novembre 1889, date de sa bénédiction et elle mesure 124 pieds de longueur et 50 pieds de largeur (à l'intérieur) et 29 pieds de hauteur au dessus des lambourdes. La cérémonie de bénédiction fut présidée par Samuel Garon, Ph. Deschênes et M. Bernier.

## Architecture et mobilier

### Revêtement
Les murs extérieurs de l'église sont en granit Gris Saint-Sébastien, qui provient des carrières locales. Le toit est recouvert de tôle.  

### Perron
Le premier perron fut en bois. On le répare au fil des ans. En 1990, le parvis fut démoli et on en construit un nouveau en béton  avec une rampe d'accès pour les fauteuils roulants et les personnes à mobilité réduite.

### Planchers
Les planchers de l'église et de la sacristie sont en marmoleum depuis 1953. Ceux du jubé sont en bois, tout comme les escaliers.

### Sacristie
La sacristie actuelle a été rénovée en 2003. Elle fut entièrement peinturée et décorée tout en gardant le cachet original. Le maître-autel fut redoré et l'autel de marbre fut donné par une famille de Saint-Sébastien. Les bancs proviennent d'une église de Québec (les anciens ont été vendus lors d'un encan en 1992).

### Confessionnaux
En 1957, on change les confessionnaux placés à l'arrière de l'église.

### Crypte
Au sous-sol de l'église, dans une petite crypte aménagée depuis les années 1990, repose la dépouille mortelle de l'abbé Prosper-Marcel Meunier, décédé en 1910.

### Bancs
Au premier plancher, il y a 120 bancs, en frêne et merisier, fais et installés par Edmond Audet, Napoléon Audet, Bruno Bernier, Edmond Bernier et Alphonse Bernier. Le jubé reçut ses bancs en 1892 et 1894.

### Chemin de croix
Le premier Chemin de croix de l'église date de novembre 1889. Celui de la sacristie arrive en mars 1890. On installe un nouveau chemin de croix dans l'église le 1er mai 1898.

### Autels
Le maître-autel date du début de l'église. En 1898, les autels latéraux sont installés et bénis. Elles sont restaurées en 1939 par les Sœurs de Saint-Damien.

### Vitraux
En 1975, les vitres des châssis intérieurs sont remplacées par du verre cathédrale. 

### Lustre
Le lustre au dessus de l'autel a été acheté en 1910. Il est fait de crystal, avec 36 lumières. Il a un diamètre de 47 pouces et une hauteur de 72 pouce. Au fil des ans, il fut entretenu, électrifié puis complètement refait en 2003.

### Orgue
L'orgue fut acheté en 1949, de la Maison Casavant & Frères de Sainte-Hyacinthe, au coût de 8 727,00 $. C'est un orgue à tuyaux Opus 2003, situé au deuxième jubé et fabriqué en 1950. L'orgue compte 9 jeux francs, sept accouplements répartis sur deux claviers de 61 notes et un pédalier de 32 notes, le département "Récif" est expressif. La console est détachée des buffets de l'orgue et placée du côté Récit donnant vue sur l'autel du célébrant. Les façades comportent 22 tuyaux de zinc couleur doré. Les buffets de chêne sont munis à l'arrière d'un coton. Le mécanisme de l'orgue est électro-pneumatique. Une soufflerie électrique avec réservoir alimente l'instrument, placée dans une chambre dont l'intérieur est isolé d'amiante rigide, située dans la voûte de l'église.

### Statue interieure
La statue de la Vierge Marie fut achetée en 1879, par un "don des jeunes filles" de la paroisse et repeinturé en 2019, tandis que celle de Saint-Joseph fut acheté la même année par un "don des jeunes garçons" de la paroisse. 
La statue du Sacré-Cœur fut envoyer en 1891 par l'entrmise de l'abbé Vaillantcourt, administrateur de la succession "Delle" Bagin. À son arivée, elle orait le maître-autel.
La statue du Christ-Roi fut donnée à l'église en 1939 par Joseph Linière Jacob, propriétaire du magasin général situé a côté de l'église.

## Monument du Sacré-Cœur de Jésus
Situé devant le parvis de l'église, l'érection du Sacré-Cœur de Jésus fut le 19 septembre 1915, et sa bénédiction le 16 juin 1916. En 1992, la statue du monument est décapée et repeinturée.

## Curés qui ont desservis la paroisse de Saint-Sébastien
- Abbé Charles Hallé 1869-1876
- Abbé Samuel Garon 1876-1886
- Abbé Louis-Ernest Nadeau 1886-1890
- Abbé Prosper-Marcel Meunier 1890-1910
- Abbé Joseph Amédée Poulin 1910-1938
- Abbé Wilfrid-Émile Laplante 1938-1950
- Abbé Joseph Fortin 1950-1955
- Abbé Gérard Dallaire 1955-1959
- Abbé Antoine Gilbert 1959-1984
- Abbé Félix Lessard 1984-1988
- Abbé Louis-Philippe Gilbert 1988-1990

Entre octobre 1990 et août 1991, des prêtres itinérants se succèdent. 
- Abbé Rémi Poulin 1991-1996
- Abbé Fernand Cliche 1996-1997
- Abbé Gildas Plante 1997-2002
- Abbé François Veillieux 2002-2004
- Abbé Urbain Rhéaume (Vicaire) 2004-[201-?]